# تيتسوؤو شينوهارا
تيتسوؤو شينوهارا (باليابانية: 篠原哲雄؛ بالكانا: しのはら てつお) هو مخرج ياباني، ولد في 9 فبراير 1962 في طوكيو في اليابان.

## وصلات خارجية
- تيتسوؤو شينوهارا على موقع IMDb (الإنجليزية)
- تيتسوؤو شينوهارا على موقع ألو سيني (الفرنسية)
- تيتسوؤو شينوهارا على موقع أول موفي (الإنجليزية)
- تيتسوؤو شينوهارا على موقع قاعدة بيانات الأفلام السويدية (السويدية)
- تيتسوؤو شينوهارا على موقع قاعدة بيانات الفيلم (الإنجليزية)
- تيتسوؤو شينوهارا على موقع كينوبويسك (الروسية)